# Fußball-Club St. Pauli von 1910 1999-2000
Questa voce raccoglie le informazioni riguardanti il Fußball-Club St. Pauli von 1910 nelle competizioni ufficiali della stagione 1999-2000.

## Stagione
Nella stagione 1999-2000 il St. Pauli, allenato da Willi Reimann e Dietmar Demuth, concluse il campionato di 2. Bundesliga al 14º posto. In Coppa di Germania il St. Pauli fu eliminato al terzo turno dall'Ulma.

## Rosa
| N. |                     | Ruolo | Calciatore       |
| -- | ------------------- | ----- | ---------------- |
| 1  | Germania (bandiera) | P     | Klaus Thomforde  |
| 2  | Germania (bandiera) | D     | André Trulsen    |
| 29 | Germania (bandiera) | C     | Christian Rahn   |
| 3  | Germania (bandiera) | C     | Dirk Wolf        |
| 4  | Germania (bandiera) | C     | Thomas Puschmann |
| 6  | Germania (bandiera) | C     | Markus Lotter    |
| 14 | Germania (bandiera) | C     | Fabian Gerber    |
| 7  | Germania (bandiera) | C     | Holger Wehlage   |
| 20 | Germania (bandiera) | D     | Henning Bürger   |
| 8  | Germania (bandiera) | D     | Stephan Hanke    |
| 9  | Germania (bandiera) | A     | Marcus Marin     |
| 10 | Ucraina (bandiera)  | C     | Andrey Polunin   |

| N. |                                 | Ruolo | Calciatore          |
| -- | ------------------------------- | ----- | ------------------- |
| 11 | Polonia (bandiera)              | A     | Marek Trejgis       |
| 12 | Germania (bandiera)             | D     | Markus Ahlf         |
| 13 | Rep. del Congo (bandiera)       | D     | Jean Tsoumou-Madza  |
| 15 | Bosnia ed Erzegovina (bandiera) | C     | Zlatan Bajramović   |
| 16 | Angola (bandiera)               | A     | Miguel Pereira      |
| 17 | Croazia (bandiera)              | A     | Ivan Klasnić        |
| 18 | Turchia (bandiera)              | C     | Cem Karaca          |
| 19 | Germania (bandiera)             | D     | Piotr Staczek       |
| 21 | Germania (bandiera)             | D     | Holger Stanislawski |
| 23 | Germania (bandiera)             | P     | Carsten Wehlmann    |
| 26 | Turchia (bandiera)              | D     | Deniz Barış         |
| 27 | Germania (bandiera)             | D     | Steffen Karl        |

## Organigramma societario
Area tecnica
- Allenatore: Dietmar Demuth
- Allenatore in seconda:
- Preparatore dei portieri:
- Preparatori atletici: Ronald Wollmann

## Calciomercato

### Sessione estiva
| Acquisti | Acquisti           | Acquisti    | Acquisti |
| R.       | Nome               | da          | Modalità |
| -------- | ------------------ | ----------- | -------- |
| D        | Henning Bürger     | Norimberga  |          |
| C        | Fabian Gerber      | Hannover 96 |          |
| A        | Miguel Pereira     | Schalke 04  |          |
| C        | Andrey Polunin     | Norimberga  |          |
| A        | Marek Trejgis      | Amburgo     |          |
| D        | Jean Tsoumou-Madza | Meppen      |          |
| C        | Holger Wehlage     | Lubecca     |          |

| Cessioni | Cessioni            | Cessioni              | Cessioni |
| R.       | Nome                | a                     | Modalità |
| -------- | ------------------- | --------------------- | -------- |
| A        | Artur Maxhuni       | Darmstadt             |          |
| D        | Torsten Chmielewski | Reutlingen            |          |
| A        | Oskar Drobne        | Gorica                |          |
| C        | Tim Gutberlet       | Darmstadt             |          |
| A        | Michael Mason       | Gütersloh             |          |
| C        | Thomas Meggle       | Monaco 1860           |          |
| A        | Matthias Scherz     | Colonia               |          |
| C        | Thomas Seeliger     | Eintracht Norderstedt |          |
| A        | Dragan Stevanović   | Rad Belgrado          |          |

### Sessione invernale
| Acquisti | Acquisti | Acquisti | Acquisti |
| R.       | Nome     | da       | Modalità |
| -------- | -------- | -------- | -------- |

| Cessioni | Cessioni | Cessioni | Cessioni |
| R.       | Nome     | a        | Modalità |
| -------- | -------- | -------- | -------- |

## Risultati

### 2. Bundesliga

#### Girone di andata
| Amburgo 13 agosto 1999, ore 19:00 CEST 1ª giornata | St. Pauli | 0 – 0 referto | Greuther Fürth | Millerntor-Stadion (16 049 spett.)\| Arbitro: \| Kinhöfer \| |
| Arbitro:                                           | Kinhöfer  |               |                |                                                              |

| Arbitro: | Kreyer |

|                       |           |                   |
| Sailer 13’ Kevric 82’ | Marcatori | 47’ Tsoumou-Madza |

| Amburgo 29 agosto 1999, ore 15:00 CEST 3ª giornata | St. Pauli   | 0 – 0 referto | Bochum | Millerntor-Stadion (14 863 spett.)\| Arbitro: \| Blumenstein \| |
| Arbitro:                                           | Blumenstein |               |        |                                                                 |

| Arbitro: | Kircher |

|                         |           |  |
| Brinkmann 59’ Ćirić 86’ | Marcatori |  |

| Arbitro: | Wack |

|  |           |                  |
|  | Marcatori | 8’, 43’ Ketelaer |

| Arbitro: | Wezel |

|            |           |                                     |
| Klausz 10’ | Marcatori | 2’ Bajramović 49’ Marin 89’ Pereira |

| Arbitro: | Koop |

|             |           |           |
| Klasnić 59’ | Marcatori | 21’ Maier |

| Arbitro: | Kammerer |

|                    |           |  |
| Graf 55’ Grlić 90’ | Marcatori |  |

| Arbitro: | Schmidt |

|                       |           |                    |
| Marin 16’, 59’ (rig.) | Marcatori | 37’, 53’ Policella |

| Arbitro: | Werthmann |

|                               |           |                       |
| Beliakov 18’ Hanke 70’ (aut.) | Marcatori | 12’ Marin 62’ Polunin |

| Amburgo 5 novembre 1999, ore 19:00 CET 11ª giornata | St. Pauli | 0 – 0 referto | Chemnitz | Millerntor-Stadion (12 207 spett.)\| Arbitro: \| Perl \| |
| Arbitro:                                            | Perl      |               |          |                                                          |

| Arbitro: | Trautmann |

|             |           |                     |
| Stendel 10’ | Marcatori | 1’ Lotter 79’ Marin |

| Arbitro: | Margenberg |

|                                            |           |            |
| Bajramović 39’ Stanislawski 84’ Karaca 90’ | Marcatori | 76’ Arnold |

| Arbitro: | Kammerer |

|                                   |           |             |
| Lämmermann 38’, 41’ Berchtold 72’ | Marcatori | 58’ Klasnić |

| Arbitro: | Kreyer |

|             |           |  |
| Polunin 19’ | Marcatori |  |

| Arbitro: | Hufgard |

|           |           |                      |
| Hanke 39’ | Marcatori | 67’ Kurth 82’ Donkov |

| Arbitro: | Weiner |

|                    |           |               |
| Vier 72’ Beyel 74’ | Marcatori | 7’, 48’ Marin |

#### Girone di ritorno
| Fürth; 13 febbraio 2000, ore 15:00 CET 18ª giornata | Greuther Fürth | 0 – 0 referto | St. Pauli | Playmobil-Stadion (5 000 spett.)\| Arbitro: \| Milic \| |
| Arbitro:                                            | Milic          |               |           |                                                         |

| Arbitro: | Frank |

|                              |           |            |
| Klasnić 12’ Marin 65’ (rig.) | Marcatori | 45’ Kevric |

| Arbitro: | Margenberg |

|                      |           |  |
| Peschel 76’ Lust 87’ | Marcatori |  |

| Arbitro: | Sippel |

|                    |           |             |
| Klasnić 51’ (rig.) | Marcatori | 18’ Ouakili |

| Arbitro: | Schmidt |

|                          |           |            |
| van Lent 3’ Witeczek 70’ | Marcatori | 72’ Karaca |

| Arbitro: | Lange |

|                    |           |             |
| Klasnić 68’ (rig.) | Marcatori | 53’ Montero |

| Arbitro: | Blumenstein |

|  |           |             |
|  | Marcatori | 65’ Trejgis |

| Amburgo 2 aprile 2000, ore 15:00 CEST 25ª giornata | St. Pauli | 0 – 0 referto | Fortuna Colonia | Millerntor-Stadion (13 583 spett.)\| Arbitro: \| Wezel \| |
| Arbitro:                                           | Wezel     |               |                 |                                                           |

| Arbitro: | Perl |

|          |           |                  |
| Hock 33’ | Marcatori | 27’ (rig.) Marin |

| Amburgo 14 aprile 2000, ore 19:00 CEST 27ª giornata | St. Pauli | 0 – 0 referto | Norimberga | Millerntor-Stadion (14 201 spett.)\| Arbitro: \| Haupt \| |
| Arbitro:                                            | Haupt     |               |            |                                                           |

| Arbitro: | Hufgard |

|                 |           |                                   |
| Krupniković 15’ | Marcatori | 7’ Gerber 46’ Klasnić 85’ Polunin |

| Arbitro: | Kammerer |

|  |           |                            |
|  | Marcatori | 23’ Stendel 84’ Kobylański |

| Karlsruhe 5 maggio 2000, ore 19:00 CEST 30ª giornata | Karlsruhe | 0 – 0 referto | St. Pauli | Wildparkstadion (4 200 spett.)\| Arbitro: \| Sippel \| |
| Arbitro:                                             | Sippel    |               |           |                                                        |

| Arbitro: | Stark |

|                       |           |           |
| Klasnić 72’ Marin 78’ | Marcatori | 12’ Kapič |

| Arbitro: | Wack |

|                               |           |                       |
| Heidrich 35’ Miriuță 63’, 79’ | Marcatori | 56’ Polunin 69’ Marin |

| Arbitro: | Kircher |

|                                                             |           |                                    |
| Cichon 2’ Donkov 3’ Springer 31’ Ojigwe 38’, 61’ Scherz 53’ | Marcatori | 12’ Wehlage 18’ Klasnić 60’ Gerber |

| Arbitro: | Wagner |

|           |           |           |
| Marin 90’ | Marcatori | 23’ Ciucă |

### Coppa di Germania
| Arbitro: | Weber |

|                |           |                       |
| Parstorfer 31’ | Marcatori | 21’ Marin 24’ Klasnić |

| Arbitro: | Zerr |

|  |           |                                |
|  | Marcatori | 42’ (rig.) Trkulja 48’ de Haar |

## Statistiche

### Statistiche di squadra
| Competizione      | Punti | In casa | In casa | In casa | In casa | In casa | In casa | In trasferta | In trasferta | In trasferta | In trasferta | In trasferta | In trasferta | Totale | Totale | Totale | Totale | Totale | Totale | DR |
| Competizione      | Punti | G       | V       | N       | P       | Gf      | Gs      | G            | V            | N            | P            | Gf           | Gs           | G      | V      | N      | P      | Gf     | Gs     | DR |
| ----------------- | ----- | ------- | ------- | ------- | ------- | ------- | ------- | ------------ | ------------ | ------------ | ------------ | ------------ | ------------ | ------ | ------ | ------ | ------ | ------ | ------ | -- |
| 2. Bundesliga     | 39    | 17      | 4       | 10      | 3       | 15      | 15      | 17           | 4            | 5            | 8            | 22           | 30           | 34     | 8      | 15     | 11     | 37     | 45     | -8 |
| Coppa di Germania | -     | 1       | 0       | 0       | 1       | 0       | 2       | 1            | 1            | 0            | 0            | 2            | 1            | 2      | 1      | 0      | 1      | 2      | 3      | -1 |
| Totale            | 39    | 18      | 4       | 10      | 4       | 15      | 17      | 18           | 5            | 5            | 8            | 24           | 31           | 36     | 9      | 15     | 12     | 39     | 48     | -9 |

### Andamento in campionato
| Giornata  | 1  | 2  | 3  | 4  | 5  | 6  | 7  | 8  | 9  | 10 | 11 | 12 | 13 | 14 | 15 | 16 | 17 | 18 | 19 | 20 | 21 | 22 | 23 | 24 | 25 | 26 | 27 | 28 | 29 | 30 | 31 | 32 | 33 | 34 |
| --------- | -- | -- | -- | -- | -- | -- | -- | -- | -- | -- | -- | -- | -- | -- | -- | -- | -- | -- | -- | -- | -- | -- | -- | -- | -- | -- | -- | -- | -- | -- | -- | -- | -- | -- |
| Luogo     | C  | T  | C  | T  | C  | T  | C  | T  | C  | T  | C  | T  | C  | T  | C  | C  | T  | T  | C  | T  | C  | T  | C  | T  | C  | T  | C  | T  | C  | T  | C  | T  | T  | C  |
| Risultato | N  | P  | N  | P  | P  | V  | N  | P  | N  | N  | N  | V  | V  | P  | V  | P  | N  | N  | V  | P  | N  | P  | N  | V  | N  | N  | N  | V  | P  | N  | V  | P  | P  | N  |
| Posizione | 10 | 14 | 14 | 14 | 17 | 16 | 15 | 16 | 17 | 17 | 17 | 15 | 13 | 14 | 11 | 13 | 14 | 13 | 12 | 14 | 14 | 14 | 14 | 14 | 14 | 14 | 14 | 13 | 14 | 14 | 14 | 14 | 14 | 14 |

Legenda:

Luogo: C = Casa; T = Trasferta. Risultato: V = Vittoria; N = Pareggio; P = Sconfitta.

### Statistiche dei giocatori
| Giocatore        | 2. Bundesliga | 2. Bundesliga | 2. Bundesliga | 2. Bundesliga | Coppa di Germania | Coppa di Germania | Coppa di Germania | Coppa di Germania | Totale   | Totale | Totale      | Totale     |
| Giocatore        | Presenze      | Reti          | Ammonizioni   | Espulsioni    | Presenze          | Reti              | Ammonizioni       | Espulsioni        | Presenze | Reti   | Ammonizioni | Espulsioni |
| ---------------- | ------------- | ------------- | ------------- | ------------- | ----------------- | ----------------- | ----------------- | ----------------- | -------- | ------ | ----------- | ---------- |
| M. Ahlf          | 15            | 0             | 5             | 2             | 1                 | 0                 | 0                 | 0                 | 16       | 0      | 5           | 2          |
| Z. Bajramović    | 18            | 2             | 3             | 0             | 2                 | 0                 | 0                 | 0                 | 20       | 2      | 3           | 0          |
| D. Barış         | 5             | 0             | 0             | 0             | 0                 | 0                 | 0                 | 0                 | 5        | 0      | 0           | 0          |
| H. Bürger        | 8             | 0             | 2             | 0             | 1                 | 0                 | 0                 | 0                 | 9        | 0      | 2           | 0          |
| F. Gerber        | 13            | 2             | 0             | 0             | 0                 | 0                 | 0                 | 0                 | 13       | 2      | 0           | 0          |
| S. Hanke         | 32            | 1             | 9             | 0             | 2                 | 0                 | 1                 | 0                 | 34       | 1      | 10          | 0          |
| C. Karaca        | 21            | 2             | 0             | 0             | 1                 | 0                 | 0                 | 0                 | 22       | 2      | 0           | 0          |
| S. Karl          | 22            | 0             | 5             | 2             | 1                 | 0                 | 0                 | 0                 | 23       | 0      | 5           | 2          |
| I. Klasnić       | 32            | 8             | 7             | 0             | 2                 | 1                 | 0                 | 0                 | 34       | 9      | 7           | 0          |
| M. Lotter        | 22            | 1             | 2             | 0             | 0                 | 0                 | 0                 | 0                 | 22       | 1      | 2           | 0          |
| M. Marin         | 26            | 12            | 5             | 1             | 2                 | 1                 | 0                 | 0                 | 28       | 13     | 5           | 1          |
| M. Pereira       | 15            | 1             | 0             | 0             | 1                 | 0                 | 1                 | 0                 | 16       | 1      | 1           | 0          |
| A. Polunin       | 29            | 4             | 6             | 1             | 2                 | 0                 | 1                 | 0                 | 31       | 4      | 7           | 1          |
| T. Puschmann     | 26            | 0             | 5             | 1             | 2                 | 0                 | 0                 | 0                 | 28       | 0      | 5           | 1          |
| C. Rahn          | 18            | 0             | 2             | 0             | 0                 | 0                 | 0                 | 0                 | 18       | 0      | 2           | 0          |
| P. Staczek       | 5             | 0             | 1             | 0             | 0                 | 0                 | 0                 | 0                 | 5        | 0      | 1           | 0          |
| H. Stanislawski  | 29            | 1             | 4             | 0             | 1                 | 0                 | 0                 | 0                 | 30       | 1      | 4           | 0          |
| K. Thomforde     | 0             | 0             | 0             | 0             | 0                 | 0                 | 0                 | 0                 | 0        | 0      | 0           | 0          |
| M. Trejgis       | 19            | 1             | 5             | 0             | 1                 | 0                 | 0                 | 0                 | 20       | 1      | 5           | 0          |
| A. Trulsen       | 18            | 0             | 7             | 0             | 1                 | 0                 | 0                 | 0                 | 19       | 0      | 7           | 0          |
| J. Tsoumou-Madza | 26            | 1             | 3             | 0             | 2                 | 0                 | 0                 | 0                 | 28       | 1      | 3           | 0          |
| H. Wehlage       | 23            | 1             | 6             | 0             | 2                 | 0                 | 1                 | 0                 | 25       | 1      | 7           | 0          |
| C. Wehlmann      | 34            | 0             | 1             | 0             | 2                 | 0                 | 0                 | 0                 | 36       | 0      | 1           | 0          |
| D. Wolf          | 16            | 0             | 3             | 2             | 2                 | 0                 | 0                 | 0                 | 18       | 0      | 3           | 2          |